# Vincenzo Garofalo
Pour les articles homonymes, voir Garofalo.
Vincenzo Garofalo (né le 5 août 1982 à Noto, dans la province de Syracuse en Sicile) est un coureur cycliste italien.

## Biographie
Vincenzo Garofalo passe professionnel en 2008, dans l'équipe continentale san-marinaise Nippo-Endeka. Il remporte en mai sa première victoire professionnelle lors de la cinquième étape du Tour du Japon, course qu'il terminera à la troisième place.

## Palmarès

### Palmarès amateur
- 2004
  - Gran Premio Chianti Colline d'Elsa
- 2006
  - 3e de la Coppa 29 Martiri di Figline di Prato
- 2007
  - 3e du Grand Prix Industrie del Marmo
  - 3e du Giro delle Valli Aretine

### Palmarès professionnel
- 2008
  - 5e étape du Tour du Japon
  - 3e du Tour du Japon

## Classements mondiaux
| Année           | 2005 | 2006 | 2007 | 2008   | 2009 | 2010 |
| --------------- | ---- | ---- | ---- | ------ | ---- | ---- |
| UCI Asia Tour   |      |      |      | 68e    | 167e | 127e |
| UCI Europe Tour | 746e |      | 496e | 1 077e |      |      |